# Michael Learns to Rock
Michael Learns To Rock, ofte blot omtalt som MLTR, er et dansk soft rock-band.
Bandet blev dannet i Århus i 1988 af sanger og keyboardspiller Jascha Richter (f. 24. juni 1963), trommeslager Kåre Wanscher (f. 14. juni 1969), guitarist Mikkel Lentz (f. 20. december 1968) og bassist Søren Madsen (f. 23. april 1967). I 2000 forlod Madsen gruppen for at forfølge en solokarriere, men bandet har fortsat med at udgive albums som et tremandsband.
Michael Learns to Rock er kendt i Europa, og er især meget populære i Asien hvor mange af deres albums har solgt guld og platin, hvilket gør dem til det bedst sælgende danske band i Asien nogensinde. Gruppen har solgt 10 millioner albums på verdensplan. Ifølge Jascha Ricther skyldes gruppens succes at teksterne er nemme at relatere til, og at musikken er båret af en stærk melodi.
MLTR nåede som det første band live ud til et globalt publikum, med lyd og billede igennem den smartphone baserede app Subcell den 11. august 2013. Begivenheden markerede samtidigt bandets 25 års jubiliæum, som blev fejret på Skanderborg Festival .

## Diskografi
- Michael Learns to Rock (1991)
- Colours (1993)
- Played on Pepper (1995)
- Nothing to Lose (1997)
- Blue Night (2000)
- Michael Learns to Rock (2004)
- Eternity (2008)
- Scandinavia (2012)
- Still (2018)